# 希腊警察

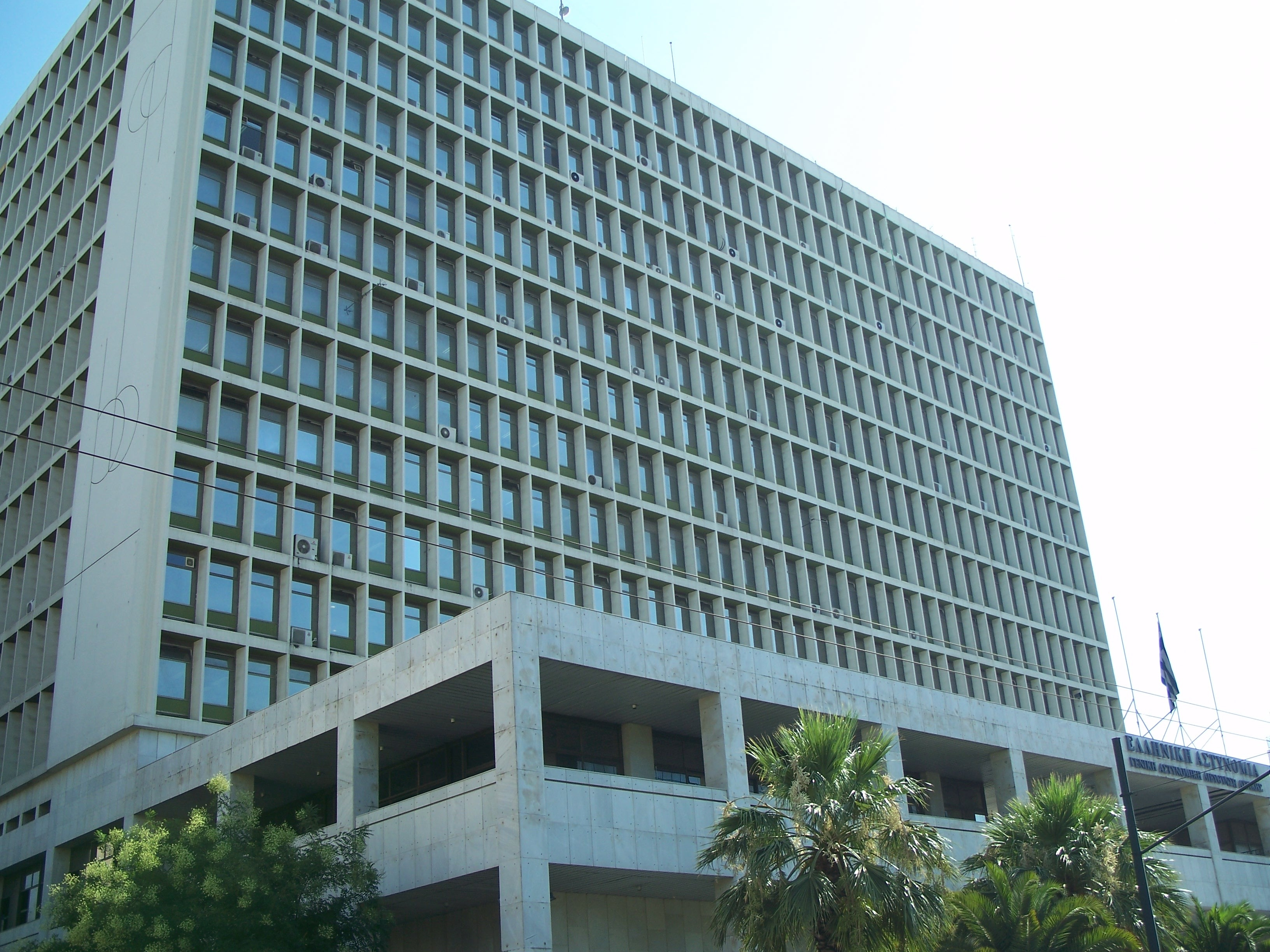
希腊警察总部大楼，位于雅典市

希腊警察（希臘語：Ελληνική Αστυνομία，拉丁转写 Elliniki Astynomia），是希腊的国家警察机构。希腊警察的职责广泛，涵盖包含交通事故处理、反恐等在内的诸多方面。希腊警察由希腊公共秩序与公民保护部直辖。
现行的希腊警察于1984年遵照1481/1-10-1984法案（152 A号政府公报）成立，融合了原有的宪兵队与城市警察。